# Деветимата старци на Дисни
Деветимата старци на Дисни (на английски: Disney's Nine Old Men) е група от основните аниматори на Уолт Дисни Прадакшънс, които работят в студиото от 1920-те до 1980-те години. През този период някои от тях работят като режисьори, създавайки едни от най-популярните анимационни филми на компанията – от Снежанка и седемте джуджета до Спасителите. Групата е наречена така от самия Уолт Дисни, като членовете ѝ са работили както по пълнометражни, така и по късометражни филми на студиото. Дисни им възлага все повече и повече задачи в отдела за анимация през 50-те години на миналия век, когато интересите им се разширяват и разнообразяват обхвата си. Ерик Ларсън е последният, който се оттегля от компанията, след ролята си на консултант по анимацията на филма Базил, великият мишок детектив през 1986 г. Всичките деветима членове на групата са признати за Легенди на Дисни през 1989 г.

## История
Деветимата са наети от Дисни през 20-те и 30-те години на миналия век, работейки първоначално върху късометражните продукции на студиото, а по-късно и върху пълнометражните проекти. И деветимата присъстват при излизането на Снежанка и седемте джуджета (1937). Според изследователя Нийл Гейблър и аниматора Франк Томас е сформиран борд, за да проучи всички възможни проблеми, засягащи компанията във връзка с работата ѝ между 1945 и 1947 г. Един ден в началото на 50-те години на миналия век Дисни назовава деветимата членове на борда „Деветимата старци“. Той им делегира все повече и повече задачи в областта на анимацията, докато работата на компанията се разнообразява. Освен че са отличени като Легенди на Дисни през 1989 г., всичките те са удостоени и с наградата за цялостно творчество за аниматори през 70-те и 80-те години на миналия век.
Те започват да се пенсионират един по един през 70-те години на миналия век, като последен е Ерик Ларсън. Франк Томас и Оли Джонстън продължават да работят известно време извън Дисни и са кредитирани за няколко филма през 80-те и 90-те години, включително The Chipmunk Adventure (1987), Малкият Немо: Приключения в Слъмберланд (1992) и Железният гигант (1999). Документален филм, който интервюира дуото, озаглавен Франк и Уили, е пуснат от Дисни през 1995 г. Те са удостоени с последно озвучено камео във Феноменалните през 2004 г., продуциран от Дисни, но анимиран от тогавашната независима компания Пиксар. Оли Джонстън, последният жив член на групата, умира през 2008 г.

## Членове
- Лес Кларк (17 ноември 1907 – 12 септември 1979) се присъединява към Дисни през 1927 г. Въпреки че Кларк започва кариерата си в Дисни, работейки по късометражната комедийна поредица Алиса, неговата специалност е анимирането на Мики Маус, тъй като той е единственият от Деветимата старци, който работи върху този герой от началото му с Ъб Айуъркс. Лес прави много сцени през годините, анимирайки до Лейди и Скитника. Той се насочва към режисирането в края на 1950-те години и прави много анимационни филми и късометражни филми, въпреки че от 1964 г. почти всички филми, по които Кларк работи, са късометражни.
- Марк Дейвис (30 март 1913 – 12 януари 2000) започва работа в студиото през 1935 г., присъединявайки се към екипа на Снежанка и седемте джуджета, а по-късно продължава да разработва/анимира героите Бамби и Тропчо (в Бамби), Камбанка (в Питър Пан), Злодеида, Аврора и гарванът (в Спящата красавица) и Круела де Вил (в Сто и един далматинци). От 1961 г. Дейвис ограничава задълженията си до работата си в Дисниленд. Той е отговорен за дизайна на героите както за атракциите на Карибски пирати, така и за имението с духове в Дисниленд.
- Оли Джонстън (31 октомври 1912 – 14 април 2008), който се присъединява към студиото през 1935 г., за първи път работи по Снежанка и седемте джуджета. Той пише библията на аниматора „Илюзията на живота“ с Франк Томас. Работата му включва г-н Сми (в Питър Пан), доведените сестри (в Пепеляшка), окръжния прокурор (в Приключенията на Икабод и мистър Тоуд) и принц Джон (в Робин Худ). Според книгата Злодеите на Дисни, написана от Джонстън и Франк Томас, Джонстън също си партнира с Томас при създаването на герои като Икабод Крейн (в Приключенията на Икабод и мистър Тоуд) и сър Хис (в Робин Худ). Джонстън, заедно с Томас, се оттеглят от Дисни през 1978 г., като последния филм, по който работят, е Лисицата и хрътката. Докато работят върху книгите си, те често остават в студиото, избирайки илюстрации от архива на студиото.
- Милт Кал (22 март 1909 – 19 април 1987) започва през 1934 г. работа по Снежанка и седемте джуджета. Работата му включва герои като Пинокио (в Пинокио), Тигър (в Многото приключения на Мечо Пух), Питър Пан (в Питър Пан) и Слуфут Сю (в Време за мелодии) и злодеи като Мадам Мим (в Мечът в камъка), Шир Хан (в Книгата на джунглата), икономът Едгар (в Аристокотките), шерифът на Нотингам (в Робин Худ) и Мадам Медуза (в Спасителите), която е последната му работа за студиото преди пенсионирането си през 1976 г.
- Уорд Кимбъл (4 март 1914 – 8 юли 2002) се присъединява към Дисни през 1934 г. и се пенсионира през 1974 г.[6] Работата му включва Джимини Крикет (в Пинокио), Луцифер, Джак и Гас (в Пепеляшка) и Лудия шапкар и Чеширския котарак (в Алиса в Страната на чудесата). Специализира в рисуването на комични герои, Кимбъл рисува скици, които често са „по-диви“ от на другите аниматори на Дисни. През 1968 г. той създава и издава късометражен анимационен филм, който не е на Дисни срещу войната във Виетнам.
- Ерик Ларсън (3 септември 1905 – 28 октомври 1988) се присъединява през 1933 г. Един от най-добрите аниматори в Дисни, той анимира забележителни герои като Пег (в Лейди и Скитника), лешоядите (в Книгата на джунглата), полета на Питър Пан до Невърленд над Лондон (в Питър Пан) и заека, лисицата и мечката (в Песента на юга). Заради поведението и способността си да обучава нови таланти, Ларсън получава задачата да забелязва и обучава нови аниматори в Дисни през 70-те години. Много от най-добрите таланти на Дисни в по-късните години са обучавани от Ерик през 70-те и 80-те години на миналия век.
- Джон Лансбъри (9 март 1911 – 13 февруари 1976) започва през 1935 г. и работейки под ръководството на Норм „Фърги“ Фъргюсън, бързо се превръща в звезден аниматор. Лансбъри е невероятно добър чертожник, който вдъхновява много аниматори през годините. Неговата анимация е известна със своето пухкаво, разтегливо усещане. Лансбъри анимира Дж. Уортингтън Фаулфелоу и Гидиън (в Пинокио), Бен Али Гатор (във Фантазия), Джордж Дарлинг (в Питър Пан), Тони, Джо и някои от кучетата (в Лейди и Скитника), кралете Стефан и Хюбърт (в Спящата красавица), слоновете (в Книгата на джунглата) и много други. През 70-те години Лансбъри е повишен в режисьор и е сърежисьор на Мечо Пух и Тигъра и последния му филм, Спасителите, който е завършен и пуснат посмъртно.
- Волфганг Райтерман (26 юни 1909 – 22 май 1985) се присъединява към Дисни през 1933 г. като аниматор. В края на 50-те години Райтерман е повишен в режисьор. Започвайки с Мечът в камъка през 1963 г., той режисира всички анимационни филми на Дисни до пенсионирането си през 1980 г. Той също режисира сцени от Спящата красавица, като бягството на принц Филип от замъка на Злодеида и битката му с нея, приела образа на огнедишащ дракон. Някои от творбите му включват чудовището (в Пинокио), Конника без глава (в Приключенията на Икабод и мистър Тоуд), крокодила (в Питър Пан) и плъха (в Лейди и Скитника). Понижен след творчески конфликти по време на продукцията на Лисицата и хрътката, Райтерман в крайна сметка се пенсионира през 1980 г.
- Франк Томас (5 септември 1912 – 8 септември 2004) се присъединява към Дисни през 1934 г. Той пише библията на аниматора „Илюзията на живота“ с Оли Джонстън. Работата му включва Лейди Тримейн (в Пепеляшка), Кралицата на сърцата (в Алиса в Страната на чудесата) и Капитан Хук (в Питър Пан). Франк също е отговорен за емблематичната сцена със спагети в Лейди и Скитника. Той напуска Дисни заедно с Джонстън през 1978 г., но често се връща, докато работят върху книгите си.

През 2012 г. синът на Франк Томас, Теодор Томас, продуцира Да растеш с деветимата старци, документален филм, в който децата на аниматорите си спомнят своите бащи. Документалният филм е включен както в диамантеното DVD издание на Питър Пан в САЩ, така и в преиздаването на Книгата на джунглата в Европа.